# Conscientização
Na filosofia e na psicologia, conscientização (em inglês:  Awareness) é uma percepção ou conhecimento de algo. O conceito é muitas vezes sinônimo de consciência. No entanto, pode-se estar ciente de algo sem estar explicitamente consciente disso, como no caso da visão cega.
Os estados de consciência também estão associados aos estados de experiência, de modo que a estrutura representada na conscientização se reflete na estrutura da experiência.

## Conceito
Conscientização é um conceito relativo. Pode referir-se a um estado interno, como uma sensação visceral, ou a eventos externos por meio da percepção sensorial. É análogo a sentir algo, um processo distinto de observar e perceber (que envolve um processo básico de familiarização com os itens que percebemos). A conscientização pode ser descrita como algo que ocorre quando o cérebro é ativado de certas maneiras, como quando a cor vermelha é vista quando a retina é estimulada por ondas de luz. Essa conceituação é postulada devido à dificuldade em desenvolver uma definição analítica de consciência ou consciência sensorial.
A conscientização também está associada à consciência no sentido de que denota uma experiência fundamental, como um sentimento ou intuição que acompanha a experiência dos fenômenos. Mocenni C. e Bizzarri F. escreveram: "A literatura sobre conscientização pode ser organizada em torno de três conceitos centrais: consciência cognitiva,  que corresponde à compreensão precisa e profunda do indivíduo sobre sua percepção e pensamento.(sic) A segundo perspectiva argumenta que a consciência é multinível considerando tanto o consciente quanto o inconsciente, com um estágio final de consciência... A terceira considera a consciência relativa ao reconhecimento dos sentimentos dos outros."